# Flik 34
A Fliegerkompanie 34 (rövidítve Flik 34, magyarul 34. repülőszázad) az osztrák-magyar légierő egyik repülőszázada volt.

## Története
A századot 1916 elején állították fel az ausztriai Straßhofban. Kiképzése után szeptember 26-án Sankt Veit an der Glan tábori repülőterén kezdte el hadiszolgálatát. 1916 októberétől az olasz fronton vetették be őket; ekkor Podgorában és Wippachban voltak a bázisai. 1917. július 25-én az egész légierőt átszervezték; ennek során a század hadosztályfelderítői feladatot kapott (neve ekkortól Divisions-Kompanie 34, Flik 34D). 1917 október 24-től az 1. Isonzó-hadsereg részeként részt vett a 12. isonzói csatában; 1918 nyarán pedig Corbolone és Santa Maria la Longa reptereiről indult bevetésekre a Piave-offenzívában.
A háború után a teljes osztrák légierővel együtt felszámolták.

## Századparancsnokok
- Karl Sabeditsch százados
- Martinek Vince százados
- Erwin Hauptmann főhadnagy

## Századjelzés
Az Isonzó hadsereg alárendeltségében a repülőszázad gépeinek keréktárcsáját feketére festették. Egyik gépének egyedi jelzése volt. 1917-ben a Flik 34 és Flik 35 közösen egyetlen Hansa-Brandenburg D.I-es vadászgépet kapott felderítőik védelmére; ennek jelzését módosították háromlevelű lóherére.

## Repülőgépek
- Aviatik C.I
- Hansa-Brandenburg C.I
- Hansa-Brandenburg D.I
- Lloyd C.III
- Albatros D.II
- Phönix C.I